# Olinia ventosa
Olinia ventosa är en tvåhjärtbladig växtart som först beskrevs av Carl von Linné, och fick sitt nu gällande namn av Georg Cufodontis. Olinia ventosa ingår i släktet Olinia och familjen Penaeaceae. Inga underarter finns listade i Catalogue of Life.

## Bildgalleri

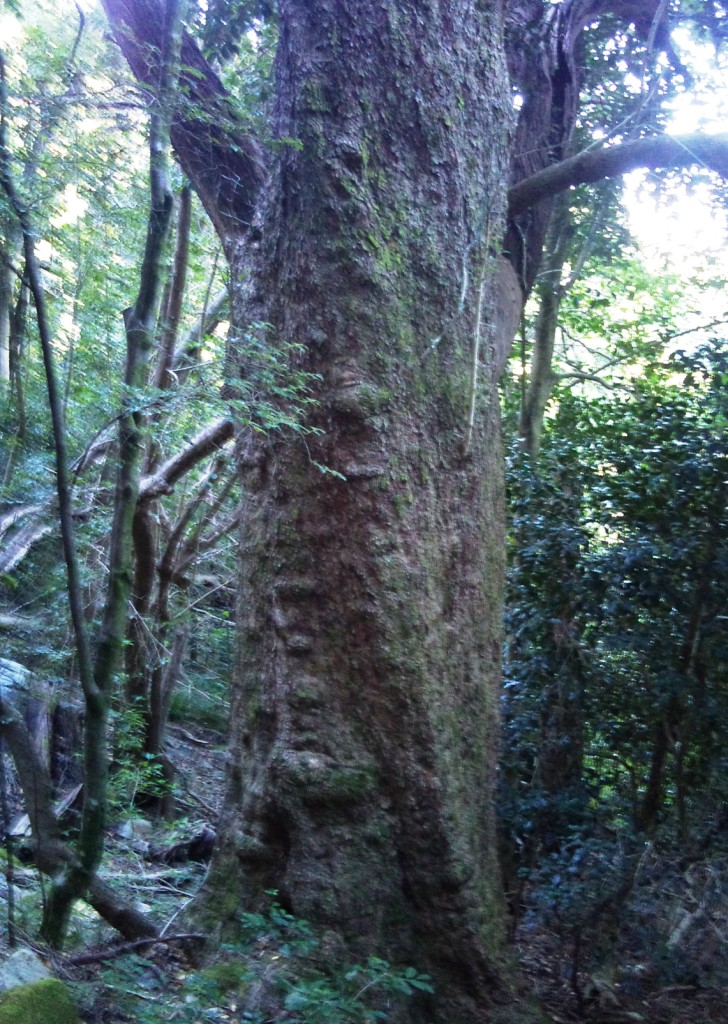